# عابده پروین
عابده پروین (انگلیسی: Abida Parveen؛ زادهٔ ۲۰ فوریهٔ ۱۹۵۴) خواننده، آهنگساز، موسیقی‌دان موسیقی صوفیانه نقاش و کارآفرین پاکستانی است. پروین یکی از پردرآمدترین خوانندگان پاکستان است. آواز و موسیقی او تحسین‌های زیادی را برای او به ارمغان آورده است و به او ملکه موسیقی صوفیانه لقب داده‌اند.
او که در لارکانه در یک خانواده صوفی سندی به دنیا آمد و بزرگ شد، توسط پدرش استاد غلام حیدر که یک خواننده و معلم موسیقی مشهور بود، آموزش دید. او هارمونیوم، کیبردز و سی‌تار می‌نوازد. پروین از اوایل دهه ۱۹۷۰ شروع به اجرا کرد و در دهه ۱۹۹۰ به شهرت جهانی رسید. از سال ۱۹۹۳، پروین تورهای جهانی برگزار کرده و اولین کنسرت بین‌المللی خود را در بیونا پارک، کالیفرنیا اجرا کرده است. او همچنین چندین بار در کلیساها اجرا داشته است. پروین در برنامه موسیقی محبوب پاکستان «کُک استودیو» حضور داشت و داور برنامه مسابقه سراسری آسیای جنوبی «سر کشیترا» در کنار رونا لیلا و آشا بهوسله به میزبانی آیشا تاکیا بود. او در تلویزیون واقع‌نما موسیقی در هند و پاکستان، از جمله «پاکستان آیدل» و «ستاره آواز هند» ظاهر شده بود. او در چند سال اخیر در یک آگهی تبلیغاتی برای پپسی آواز خوانده و برای این کار با عاطف اسلم همکاری کرده است.
از پروین به‌طور مرتب به عنوان یکی از بزرگ‌ترین خوانندگان صوفی جهان یاد می‌شود. او عمدتاً غزل، تهمری، خیال، قوالی، راگا (موسیقی)، صوفی راک، موسیقی کلاسیک و نیمه‌کلاسیک و تخصص او، کافی، یک گونه تک‌خوانی همراه با سازهای کوبه‌ای و هارمونیوم را با استفاده از رپرتواری از آهنگ‌های شاعران صوفی می‌خواند. پروین به زبان‌های اردو، سندی، پنجابی، عربی و فارسی می‌خواند. پروین در یک کنسرت در کاتماندوی نپال، آهنگ معروفی به زبان نپالی به نام «اوکالی اورالی هاروما» را که در اصل متعلق به خواننده نپالی تارا دوی بود، خواند و در سال ۲۰۱۷ از سوی اتحادیه همکاری‌های منطقه‌ای جنوب آسیا به عنوان «سفیر صلح» انتخاب شد.
پروین بیشتر به خاطر آواز خواندن با صدایی پرشور و بلند، به ویژه در آهنگ‌های «یار کو همنه» از آلبوم «رقص بسمل» و «ترا عشق نشاید»، که بازخوانی شعر بلهی شاه است، شناخته می‌شود. او دومین جایزه عالی غیرنظامی پاکستان، هلال امتیاز را در سال ۲۰۱۲ و بالاترین جایزه غیرنظامی، نشان امتیاز را در مارس ۲۰۲۱ توسط رئیس‌جمهور پاکستان دریافت کرد.

## زندگی شخصی

### تحصیل
عابده پروین مدرک کارشناسی ارشد خود را از سند گرفت و همچنین زبان‌های اردو، سندی و فارسی را به‌طور خاص آموخت.

### ازدواج و خانواده
عابده پروین در سال ۱۹۷۵، با غلام حسین شیخ، تهیه‌کننده ارشد رادیو پاکستان، که در دهه ۱۹۸۰ از شغل خود بازنشسته شده بود، ازدواج کرد تا حرفه پروین را مدیریت و راهبری کند. پس از مرگ او بر اثر حمله قلبی در یک پرواز بین‌المللی در اوایل دهه ۲۰۰۰، دخترشان مریم این نقش را بر عهده گرفت. به‌نظر می‌رسد در نتیجه این تغییر مدیریت، کار پروین تجاری‌تر شده است. این زوج دارای دو دختر به نام‌های پرها اکرام و مریم حسین و یک پسر به نام سارنگ لطیف هستند که مدیر موسیقی است. هر سه فرزند به عنوان مشاور او عمل می‌کنند. خانواده او نیاز او به «ریاض» (تمرین روزانه آواز) و فضای لازم برای انجام آن تمرین را درک می‌کنند.

### گالری عابده پروین
پروین به هنر نیز علاقه دارد. او صاحب گالری عابده پروین است که شامل جواهرات، نقاشی‌ها، سی دی‌های موسیقی او، بخش جوایز، و پوشاک و لوازم جانبی است و توسط دخترانش اداره می‌شود. او همچنین استودیوی ضبط موسیقی خود را در آنجا دارد.

### سبک لباس پوشیدن
پروین سبک لباس پوشیدن خاصی دارد که خودش آن را برای راحتی و آسایش ایجاد کرده است. او لباس‌های بلند و ساده‌ای می‌پوشد که دکمه‌های آن تا بالا بسته شده، با بازوهای گشاد با یا بدون سرآستین و پوشیده شده با یک کت. او همیشه یک شال آجراک، یک شال سندی را با خود به همراه دارد که ادعا می‌کند از درگاه (مقبره) ولی اسلام شاه عبداللطیف بـِتایی می‌آید و کمد لباس‌اش پر از آنها است.

### موارد دیگر
عابده پروین از شاگردان نجیب سلطان است که استاد آواز بیات و استاد معنوی او است. پروین در ۲۸ نوامبر ۲۰۱۰ در حین اجرا در لاهور دچار حمله قلبی شد. بلافاصله آنژیوگرافی و آنژیوپلاستی بر روی وی انجام شد. او به زودی سلامت خود را بازیافت.

## گزیدهٔ جواز و افتخارها
- جایزهٔ فخر آواز (۱۹۸۴)[۲۰]
- جایزهٔ لطیف (۲ مرتبه)
- جایزه انجمن فارغ التحصیلان ایالت سند
- جایزهٔ تلویزیون پاکستان
- جایزهٔ سچل سرمست
- جایزه پی‌تی‌وی بهترین خواننده در سال ۱۹۹۸ میلادی[۲۱]
- جایزهٔ یک عمر دستاورد هنری[۲۲]
- ستاره امتیاز (۲۰۰۵) از دستان پرویز مشرف[۲۲]
- هلال امتیاز (۲۰۱۲) از دستان آصف‌علی زرداری[۱۳]
- نشان امتیاز (۲۰۲۱) از دستان عارف علوی